# Louis Touron
Louis Touron, francoski general, * 1882, † 1953.